# Гуманітарні науки (журнал)
«Гуманітарні науки» — український науково-практичний журнал для науковців гуманітарних дисциплін. 

## Історія та зміст
Заснований у 2000 році видавництвом «Педагогічна преса», Інститутом вищої освіти НАПНУ, Кримським державним гуманітарним університетом.
Виходив у Києві двічі на рік українською та російською мовами. Тираж — 800 примірників. 
Основні рубрики: «Гуманітаризація освіти», «Курсом реформ: освіта ХХІ століття», «Теорія, досвід, проблеми», «ВНЗ — школі», «Освіта і мистецтво», «Людина та епоха». Журнал висвітлював теоретичні положення і практичні результати, інноваційні здобутки, перспективи розвитку та проблеми сучасної гуманітарної освіти. Виходили номери, присвячені проблемам викладання курсу світової художньої культури, філологічної освіти в Україні та за кордоном, питанням психологічної науки в системі освіти тощо. 
Головний редактор — Глузман О. (з 2000 року). Видання припинено у 2013 році.